# Groupe de sécurité de la présidence de la République

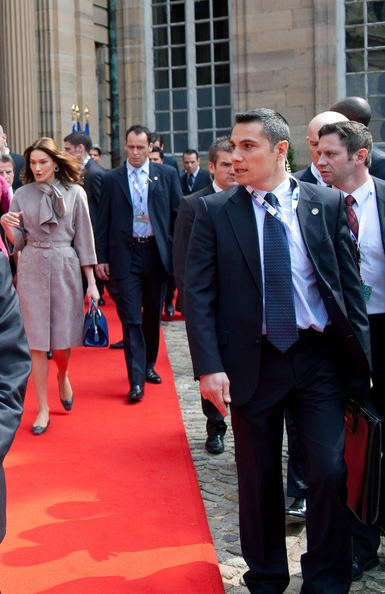
GSPR-Agent (vorne rechts)

Die Groupe de sécurité de la présidence de la République (GSPR; deutsch Sicherheitsgruppe der Präsidentschaft der Republik) ist eine Einheit der französischen Police nationale, die für die Sicherheit des französischen Staatspräsidenten zuständig ist. Sie gehört zum Service de protection des hautes personnalités.
Ursprünglich bestand die Gruppe aus Gendarmen und Polizisten. Seit dem Amtsantritt von Nicolas Sarkozy besteht die Gruppe nur noch aus Polizisten. Die Gendarmen wurden durch Polizisten aus dem Service de protection des hautes personnalités und der Einheit RAID ersetzt.
Am 17. Dezember 2008 wurde das Dekret 2008–1331 erlassen, das die Einheit auflöst. Gleichzeitig wurde vom Innenministerium die Vorschrift über den Service de protection des hautes personnalités neu erlassen und die GSPR in diese Einheit integriert.

## Geschichte und frühere Personalzusammensetzung
Die GSPR wurde am 5. Januar 1983 durch das Dekret 83-14 aufgestellt. Die Gruppe bestand ursprünglich mehrheitlich aus Mitgliedern der GSIGN und seit 1995 aus jeweils 26 Gendarmen und Polizisten. Nach dem gescheiterten Attentat von Maxime Brunerie auf Jacques Chirac 2002 wurde die Stärke auf je 30 Polizisten und Gendarmen erhöht.
Geleitet wurde sie im Rhythmus von zwei Jahren wechselnd von einem Lieutenant-Colonel der Gendarmiere oder einem Commissaire divisionnaire de Police.